# Пресяк
Пресяк е село в Североизточна България. То се намира в община Търговище, област Търговище. Населението му според преброяването през 2021 г. е 135 жители.

## Население
Численост на населението според преброяванията през годините:
| \| Година на преброяване \| Численост \| \| --------------------- \| --------- \| \| 1934 \| 757 \| \| 1946 \| 845 \| \| 1956 \| 814 \| \| 1965 \| 782 \| \| 1975 \| 801 \| \| 1985 \| 592 \| \| 1992 \| 341 \| \| 2001 \| 236 \| \| 2011 \| 196 \| \| 2021 \| 135 \| |           |
| Година на преброяване | Численост |
| 1934 | 757       |
| 1946 | 845       |
| 1956 | 814       |
| 1965 | 782       |
| 1975 | 801       |
| 1985 | 592       |
| 1992 | 341       |
| 2001 | 236       |
| 2011 | 196       |
| 2021 | 135       |

### Етнически състав
Преброяване на населението през 2011 г.
Численост и дял на етническите групи според преброяването на населението през 2011 г.:
|                     | Численост | Дял (в %) |
| Общо                | 196       | 100,00    |
| Българи             |           |           |
| Турци               | 127       | 64,79     |
| Цигани              | 37        | 18,87     |
| Други               |           |           |
| Не се самоопределят | 0         | 0,00      |
| Неотговорили        | 29        | 14,79     |

## Политика

### Кмет на кметство
На местните избори през 2003 г. в селото е излъчен един кандидат за кмет – Аптула Ахмед Аптула от ДПС, който е избран с 142 гласа (или 100%).
На местните избори през 2007 г. в селото е излъчен един кандидат за кмет – Аптула Ахмед Аптула от ДПС, който е избран с 113 гласа (или 100%).
На местните избори през 2011 г. в селото е излъчен един кандидат за кмет – Аптула Ахмед Аптула от ДПС, който е избран с 82 гласа (или 100%).
На местните избори през 2015 г. в селото е излъчен един кандидат за кмет – Аптула Ахмед Аптула от ДПС, който е избран с 105 гласа (или 100%).
На местните избори през 2019 г. в селото е излъчен един кандидат за кмет – Аптула Ахмед Аптула от ДПС, който е избран с 102 гласа (или 97,14%). С не подкрепям никого гласуват 3 души (или 2,86%).